# Santen Pharmaceutical
Santen Pharmaceutical est une entreprise pharmaceutique japonaise fondée en 1890 à Osaka et spécialisée dans l'ophtalmologie et la rhumatologie,.
En septembre 2013, Santen Pharmaceutical fait l'acquisition de 50,55 % du capital de la société Novagali Pharma, laquelle change de nom en 2013 pour devenir Santen SAS.
En 2014, Merck & Co. vend ses activités dans l'ophtalmologie en Europe et en Asie à Santen Pharmaceutical pour 600 millions de dollars.